# David Live
David Live es el primer álbum en vivo del artista británico David Bowie, originalmente lanzado por RCA Records en el 29 de octubre de 1974. Fue grabado en julio del mismo año, en la fase inicial de la gira Diamond Dogs Tour en los EE. UU. El álbum toma a Bowie en la transición de Ziggy Stardust/Aladdin Sane la era de glam rock de su carrera, al 'plastic soul' de Young Americans.

## Antecedentes
La gira Diamond Dogs fue la más ambiciosa de Bowie hasta ese momento - a pesar de la monumental gira de Ziggy Stardust, terminada un año atrás.

### Grabación
El álbum se registró durante las cuatro presentaciones nocturnas de Bowie en la ciudad norteamericana de Filadelfia, durante su gira de Diamond Dogs por los Estados Unidos, entre el 8 al 12 de junio de 1974. Las presentaciones se hicieron en el "Teatro de la Torre" ubicado en Upper Darby, un suburbio de Filadelfia.
Se presentó un conjunto gigante diseñado para evocar la "Hunger City", el ambiente posapocalíptico para Diamond Dogs, y su banda, dirigida por Michael Kamen. 
Para "Space Oddity" (grabado en ese tiempo pero no publicado hasta el reestreno del álbum en 2005) Bowie cantó utilizando un micrófono radiofónico disfrazado como teléfono para ser levantado y bajado por encima del escenario por una Grúa Cherry Picker. La visita estuvo documentada en la película Craked Actor (1975) de Alan Yentob.

#### Inconvenientes
Capturar la música para la cinta era un verdadero problema; la mayoría de las voces de respaldo, así como el saxófon, necesitaron ser regrabados en el estudio más tarde (un hecho notorio en el libro del álbum original así como en el reestrenó) porque los intérpretes estaban a menudo fuera del micrófono. 
Los conciertos del Teatro de la Torre también dieron paso a una discusión detrás de bambalinas por la banda de Bowie. David Sanborn y Hugh McCracken (quienes se habían enterado en una conversación con John Venable de 'Record Plant Remote' que los conciertos estaban siendo grabados) informaron a los otros miembros de la banda que un registro no contractual estaba a punto de ocurrir. La banda confrontó a Bowie una hora antes del primer espectáculo y rechazaron tomar el escenario.  Venable ofreció que la compañía aguantaría las cintas hasta negociaciones financieras estuvieran resueltas, así el registro podría proceder. 
Aproximadamente veinte minutos antes de espectáculo, Bowie estuvo de acuerdo en que cada miembro de banda recibiría lo que exigieron que era una cantidad razonable de $5,000 por miembro. Varios músicos implicados en la presentación del Teatro de la Torre (incluyendo Mike Garson y Herbie Flores) han remarcado desde entonces que la tensión provocada por esta confrontación era audible en los bajos rendimientos encontrados en el álbum vivo. Los Conciertos estuvieron grabados por Keith Harwood y David Hewitt en la "Record Plant NY Remote Truck".

### Portada
La foto de cobertura del álbum presenta un cuadro de Bowie en sus tiempos de exploración del soul. El traje completo de Baggy Trousers que usó en sus presentaciones en ese año tiene tirantes sobre una camisa azul rey, un abrigo de hombreras y un pantalón, ambos de color blanco. 
Bowie más tarde comentó que "David Live era la despedida final de Ziggy… Y la foto en la cubierta. Mi Dios,  parece acabase de dar un paso fuera de la tumba. Aquello es de hecho cómo sentía. El álbum se tendría que haber llamado  'David Bowie Esta Vivo y Pues Viviendo Sólo en Teoría'".

## Lanzamiento
Previo a su lanzamiento, Bowie lanzó dos sencillos promocionales.
Rock n' Roll with Me, versión en vivo, salió publicada en septiembre de ese año, como sencillo para los Estados Unidos, mientras que Knock on Wood, versión en vivo, salió para el mercado británico, también en septiembre. El álbum salió finalmente al mercado el 29 de octubre de 1974.

### Contenido
El álbum se compone del tema Changes de Hunky Dory, temas de Ziggy Stardust, Aladdin Sane y el repertorio completo de Diamond Dogs. También contiene la canción All the Young Dudes, que Bowie compuso para Mott the Hoople, Here Today, Gone Tomorrow de Ohio Players y Knock on Wood de Eddie Floyd.

## Promoción y recepción
El álbum concluido ha sido criticado por los obsesivos ajustes de las canciones hechas por Bowie y su frágil calidad de su voz. La opinión de la banda está dividida, a pesar de contar con la presencia de invitados musicales tan aclamados como Michael Kamen, Earl Slick y David Sanborn, así como Flowers, Mike Garson y Tony Newman de las sesiones de Diamond Dogs. Aun así algunas de las interpretaciones se han ganado el elogio, como la versión jazz-latina de "Aladdin Sane" y las adiciones instrumentales atmosféricas a "The Width of a Circle" de The Man Who Sold The World. El registro es también notable por incluir la canción "All The Young Dudes" una canción originalmente dada a la banda Mott The Hoople para su álbum en 1972 del mismo nombre.
Mick Jagger comentó sobre el álbum en la época, diciendo que "Knock on Wood" era "terrible", y añadió "Si tuviese el tipo de críticas que Bowie consiguió con aquel álbum, honestamente nunca grabaría otra vez. Nunca."

## Desempeño comercial
David live se posicionó el Núm. 2 en los Charts de Reino Unido (la gira sólo visitó América del Norte), Núm. 5 en Canadá (dónde la visita había abierto) y Núm. 8 en los EE. UU.. "Knock on Wood" estuvo liberada como sencillo, logrando Núm. 10 en el Reino Unido. Un reestreno del álbum en 2005 finalmente incluyó una lista de canción completa de los conciertos originales más una mezcla nueva por Tony Visconti, hecho para ser una mejora sobre la fidelidad de ediciones anteriores.

### Lanzamientos en disco compacto
El álbum ha sido relanzado en CD dos veces hasta la fecha, primero en 1990 por Rykodisc/EMI (conteniendo dos pistas adicionales y la introducción de Bowie a la audiencia de su banda) y el segundo, más reciente, en 2005 por EMI/Virgin conteniendo dos pistas adicionales (aunque la versión de "Panic in Detroit" anteriormente había sido lanzado como el lado B del sencillo para Reino Unido "Knock on Wood", y también fue reestrenado en la recopilación semi-legítima de 1982 Rare), una grabación de estos y pistas adicionales anterior a su posición correcta en el listado de pista, y una mezcla nueva por Tony Visconti.

## Listado de canciones
Todas las canciones fueron compuestas por David Bowie excepto donde se indique:

### Lanzamiento Original 1974
Cara A
1. "1984" – 3:20
2. "Rebel Rebel" – 2:40
3. "Moonage Daydream" - 5:10
4. "Sweet Thing" / "Candidate" / "Sweet Thing" (Reprise) - 8:48

Cara B
1. «Changes» – 3:34
2. "Suffragette City" - 3:45
3. "Aladdin Sane (1913-1938-197?)" - 4:57
4. «"All the Young Dudes» (Mott the Hoople) - 4:18
5. "Cracked Actor"  - 3:29

Cara C
1. "Rock 'n' Roll with Me" (Bowie :Letras, Warren Peace: Música) - 4:18
2. "Watch That Man" - 4:55
3. "Knock on Wood" (Eddie Floyd, Steve Cropper) - 3:08
4. "Diamond Dogs" - 6:32

Cara D
1. "Big Brother" / "Chant of the Ever-Circling Skeletal Family" - 4:08
2. "The Width of a Circle" - 8:12
3. "The Jean Genie" - 5:13
4. "Rock 'n' Roll Suicide" - 4:30

### 1990 Rykodisc/EMI
Cara A
1. "1984" – 3:20
2. "Rebel Rebel" – 2:40
3. "Moonage Daydream" - 5:10
4. "Sweet Thing" / "Candidate" / "Sweet Thing" (Reprise) - 8:48
5. «Changes» – 3:34
6. "Suffragette City" - 3:45
7. "Aladdin Sane (1913-1938-197?)" - 4:57
8. «"All the Young Dudes» (Mott the Hoople) - 4:18
9. "Cracked Actor"  - 3:29
10. "Rock 'n' Roll with Me" (Bowie :Letras, Warren Peace: Música) - 4:18
11. "Watch That Man" - 4:55

Cara B
1. "Knock on Wood" (Eddie Floyd, Steve Cropper) - 3:08
2. "Diamond Dogs" - 6:32
3. "Big Brother" / "Chant of the Ever-Circling Skeletal Family" - 4:08
4. "The Width of a Circle" - 8:12
5. "The Jean Genie" - 5:13
6. "Rock 'n' Roll Suicide" - 4:30
7. "Band Intro" (Bonus track) - 0:09
8. "Here Today, Gone Tomorrow" (Ohio Players) - 3:32
9. "Time" - 5:19

### 2005 EMI/Virgin
Cara A
1. "1984" – 3:20
2. "Rebel Rebel" – 2:40
3. "Moonage Daydream" - 5:10
4. "Sweet Thing" / "Candidate" / "Sweet Thing" (Reprise) - 8:48
5. "Changes" – 3:34
6. "Suffragette City" - 3:45
7. "Aladdin Sane (1913-1938-197?)" - 4:57
8. "All the Young Dudes" (Mott the Hoople) - 4:18
9. "Cracked Actor"  - 3:29
10. "Rock 'n' Roll with Me" (Bowie :Letras, Warren Peace: Música) - 4:18
11. "Watch That Man" - 4:55

Cara B
1. "Knock on Wood" (Floyd, Cropper) - 3:08
2. "Here Today, Gone Tomorrow" (Ohio Players) - 3:32
3. "Space Oddity" (Bonus Track) – 6:27
4. "Diamond Dogs" - 6:32
5. "Panic in Detroit" (Bonus track) - 5:41
6. "Big Brother" / "Chant of the Ever-Circling Skeletal Family" - 4:08
7. "Time" - 5:19
8. "The Width of a Circle" - 8:12
9. "The Jean Genie" - 5:13
10. "Rock 'n' Roll Suicide" - 4:30
11. "Band Intro" (Bonus track) - 0:09

### Rock Concert/David Bowie at the Tower Philadelphia
Una versión corta de David Live llamado Rock Concert fue lanzado como disco sencillo por RCA en el Netherlands en 1979. En 1982 será otra vez lanzado como David Bowie at the Tower Philadelphia.
Listado de canciones
1. "Rebel Rebel" – 2:40
2. "Changes" – 3:34
3. "Aladdin Sane (1913-1938-197?)" - 4:57
4. "All the Young Dudes" (Mott the Hoople) - 4:18
5. "Cracked Actor"  - 3:29
6. "Rock 'n' Roll with Me" (Bowie :Letras, Warren Peace: Música) - 4:18
7. "Watch That Man" - 4:55
8. "Rock 'n' Roll Suicide" - 4:30

## Personal
- David Bowie – Voz
- Earl Slick – Guitarra
- Herbie Flores – Bajos
- Michael Kamen – Piano eléctrico, sintetizador Moog, oboe, arreglos
- Tony Newman – Tambores
- Pablo Rosario – Percusión
- David Sanborn – Saxofón alto, flauta
- Richard Grando – Saxo barítono, flauta
- Mike Garson – Piano, Mellotron
- Gui Andrisano – Voces de respaldo
- Warren Paz – Voces de respaldo

## Posicionamiento en listas
Álbum
| Year | Chart                             | Posición |
| ---- | --------------------------------- | -------- |
| 1974 | UK Albums Chart                   | 2        |
| 1974 | Canadian RPM 100 Top Albums Chart | 5        |
| 1974 | US Billboard Pop Albums           | 8        |
| 1974 | Norway's album chart              | 12       |

Sencillos
| Year | Sencillo        | Chart                 | Posición |
| ---- | --------------- | --------------------- | -------- |
| 1975 | "Knock on Wood" | UK Singles Chart      | 10       |
| 1975 | "Knock on Wood" | Norway's single chart | 10       |

## Certificaciones
| Organization | Level | Fecha                        |
| ------------ | ----- | ---------------------------- |
| RIAA – USA   | Gold  | 7 November 1974 (1974-11-07) |